# Tibet (dibuixant)
Tibet   (Marsella, 29 d'octubre de 1931 - Ròcabruna d'Argenç, 2 de gener de 2010) es el nom artístic de Gilbert Gascard, autor de còmics belga, desenvolupava el seu talent tant en el dibuix  humorístic com en el realista. Alguns del seus personatges i sèries més conegudes són: Ric Hochet (1955) i Chick Bill (1956) També va treballar com a caricaturista a la revista Tintin.

## Biografia
Gilbert Gascard, va néixer a Marsella el 29 d'octubre del 1931, era el tercer de quatre germans i a l'edat de quatre anys se'n va anar a viure a Bèlgica, la infància i la preadolescència varen estar marcats per la delicada salut de la seva mare que va morir el 1950. On va començar la seva carrera com ajudant d'animació als estudis Tenas de Louis Saintels i de Rali, de Louis Livain en aquests estudis coneix a Andre-Paul Duchâteau. Poc temps després va treballar per Heroic Àlbums, a on va fer diverses il·lustracions i la sèrie policíaca Dave O'Flynn, amb dibuix realista. Posterior-ment va treballar per la revista Tintin on després de fer diverses series menors, va començar amb les sèries que li donarien fama Ric Hochet (1955) i Chic Bill (1956). Ric Hochet, amb guions d'Andre-Paul Duchâteau se'n varen publicar 77 àlbums fins a la mort de l'autor.
Va morir a la primeria del mes de gener del 2010 a l'edat de 78 anys.